# Jazmin Carlin
Jazmin Roxy "Jazz" Carlin, född 17 september 1990 i Swindon, är en brittisk simmare.
Carlin blev olympisk silvermedaljör på 400 meter frisim vid sommarspelen 2016 i Rio de Janeiro.